# 武田秀雄 (漫画家)
武田 秀雄（たけだ ひでお、1948年 - ）は、日本の漫画家、画家。
大阪府出身の漫画家・画家である。風刺やユーモアの効いた１コマ漫画をはじめ、版画や写真などの創作活動でも知られている。

## 年譜
大阪府に生まれる。
1978年 多摩美術大学大学院彫刻科卒業。
1980年ニューヨークで作品集出版
1993年には、ロンドンの大英博物館では開館以来初めてという漫画展を開催している。
1999年にはトミー・アンゲラーと二人展を開催し、当時のフランスの現地紙(名前不明？)では一面で取り上げられる。
2007年 トミー・アンゲラーと二人展を開催

## 作品
- 『張夫人のレストラン』（Mme. Chang's Chinese Restaurant）1973年  出版社：濤書房[4]
- 『Yogi』1974年[5]
- 『職人百づくし』 著:武田秀雄：文:野坂昭如、出版社：晩聲社 1986年
- 『食後の毒薬』 文: 阿刀田高 出版社：KKベストセラーズ 1987年
- 「源平」

## 画集
- 『紋紋 : 武田秀雄版画集』1978.1[6]
- 『ALTAMIRA -アルタミラ-』1979年
- 『Bonsai Your Pet』1980年  出版社:Dial Press（英語版） 場所：NewYork
- 『源平 -GENPEI-』1985年

CD-ROM
- 『密密』1995年

## 受賞歴
- 文藝春秋漫画賞(第22回) - 1976年『紋紋』
- 日本漫画家協会賞（第17回優秀賞） ‐ 1988年「“食後の毒薬”“職人百づくし”など一連のイラストレーション」[7]